# Matthias Kräkel
Matthias Kräkel (* 1965 in Celle) ist ein Wissenschaftler auf dem Gebiet der Betriebswirtschaftslehre. Er ist Inhaber des Lehrstuhls für Personal- und Organisationsökonomie an der Rheinischen Friedrich-Wilhelms-Universität in Bonn.

## Leben
Kräkel studierte Wirtschaftswissenschaften an der Universität Hannover, er wurde 1992 zum Dr. rer. pol. an der FU Berlin promoviert und habilitierte sich 1997 im Fach Betriebswirtschaftslehre an der Universität Würzburg.

## Werk
Er hat in namhaften Fachzeitschriften publiziert, darunter in der Zeitschrift für Personalforschung, im Journal of Mathematical Economics und im International Economic Review.
Beim Handelsblatt Betriebswirte-Ranking 2009, das die Forschungsleistung von 2100 Betriebswirten in Deutschland, Österreich und der deutschsprachigen Schweiz gemessen an der Qualität der Publikationen seit 2005 analysiert, erreichte er Platz 13.